# نویکیرشن بای زولتسباخ-روزنبرگ
نویکیرشن بای زولتسباخ-روزنبرگ (به آلمانی: Neukirchen bei Sulzbach-Rosenberg) یک شهر در آلمان است که در امبرگ-سولزباخ واقع شده‌است. نویکیرشن بای زولتسباخ-روزنبرگ ۲٬۸۰۱ نفر جمعیت دارد.